# Гимназија „Лојола” Призрен
Гимназија „Лојола“ Призрен је приватни католички гимназијски интернат, који се налази у граду Призрену.
Школу су отворили немачки језуити 2005. године,  након грађанских ратова у тој области. Школа прима једнак број девојчица и дечака, од 6. разреда до гимназије. Немачки се изучава као страни језик у оквиру припреме за „Диплому немачког језика Министарске конференције за образовање и културу Немачке“ (ДСД). 